# Actinoptera lindneri
Actinoptera lindneri es una especie de insecto del género Actinoptera de la familia Tephritidae del orden Diptera.

## Historia
Erich Martin Hering la describió científicamente por primera vez en el año 1954.